# Banjarangsana
Banjarangsana is een bestuurslaag in het regentschap Ciamis van de provincie West-Java, Indonesië. Banjarangsana telt 4109 inwoners (volkstelling 2010).